# Jerzy Kniga-Leosz

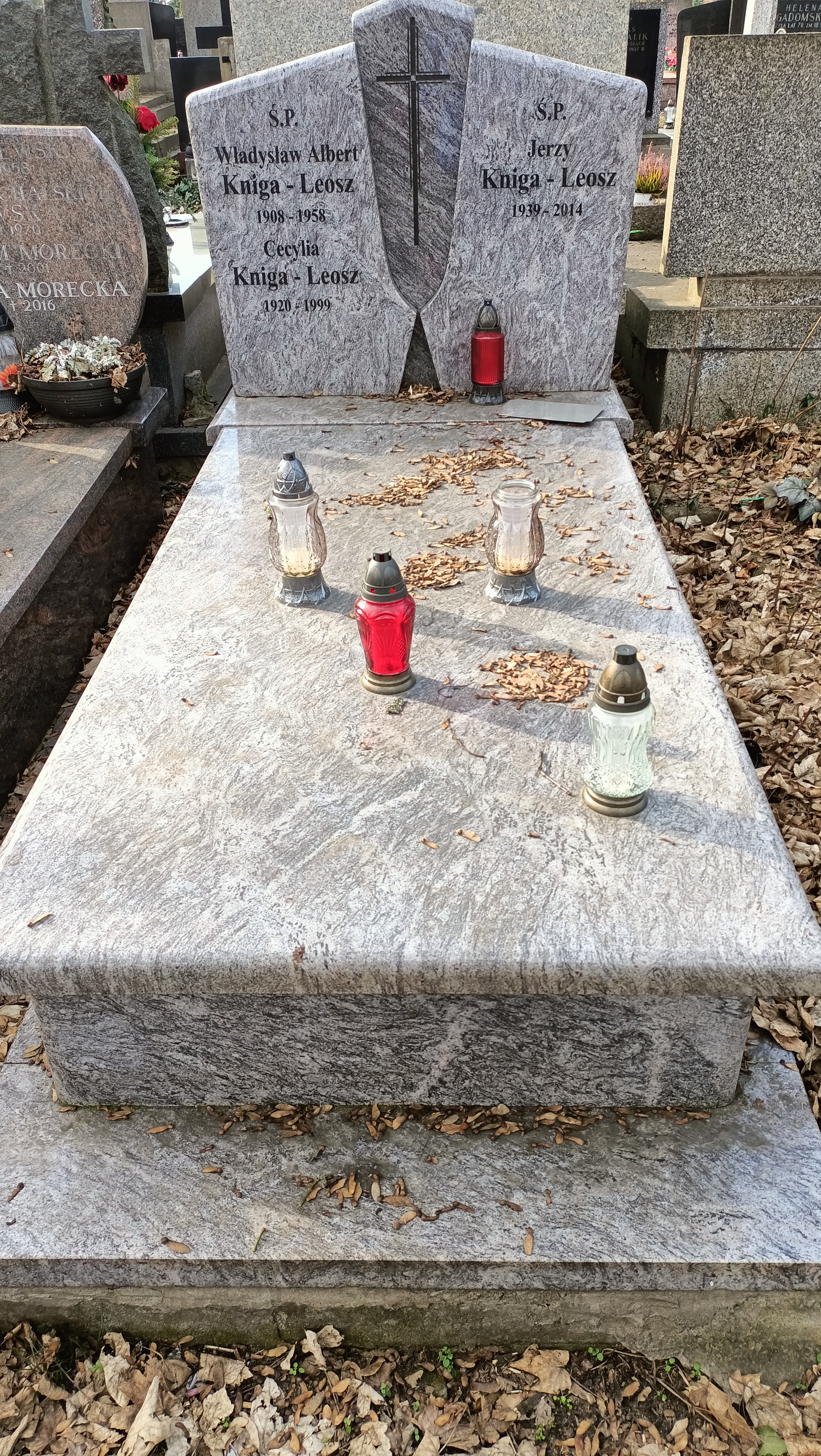
Grób Jerzego Knigi-Leosza na cmentarzu Bródnowskim w Warszawie

Jerzy Stanisław Kniga-Leosz (ur. 1939, zm. 28 września 2014) – polski brydżysta, arcymistrz (PZBS), European Champion w kategorii seniorów (EBL).

## Wyniki brydżowe

### Zawody europejskie
W europejskich zawodach zdobył następujące lokaty:
| Zawody europejskie. Konkurencja par | Zawody europejskie. Konkurencja par | Zawody europejskie. Konkurencja par | Zawody europejskie. Konkurencja par | Zawody europejskie. Konkurencja par | Zawody europejskie. Konkurencja par |
| Rok                                 | Miejsce                             | Zawody                              | Kategoria                           | Partner                             | Pozycja                             |
| ----------------------------------- | ----------------------------------- | ----------------------------------- | ----------------------------------- | ----------------------------------- | ----------------------------------- |
| 2001                                | Sorento                             | 11. Mistrzostwa Europy Par          | Open                                | Witold Wąsak                        | 235                                 |
| 1999                                | Warszawa                            | 10. Mistrzostwa Europy Par          | Seniorzy                            | Krzysztof Lasocki                   | 1                                   |

## Miejsce spoczynku
Pochowany na cmentarzu Bródnowskim w Warszawie (kwatera 52F-3-7). 